# Jošanica (Raška)
Pour les articles homonymes, voir Jošanica.
La Jošanica (en serbe cyrillique : Јошаница) est une rivière de Serbie. Elle est un affluent droit de la Raška. Sa longueur est de 25 km.
La Jošanica appartient au bassin versant de la mer Noire. La rivière n'est pas navigable.

## Parcours
La Jošanica prend sa source dans les monts Rogozna, près du village de Kašalj. Elle oriente sa course en direction de l'ouest, puis, à hauteur du village de Žunjeviće, elle oblique en direction du nord. Elle se jette dans la Raška au sud de Novi Pazar.